# ستانلي سبنسر

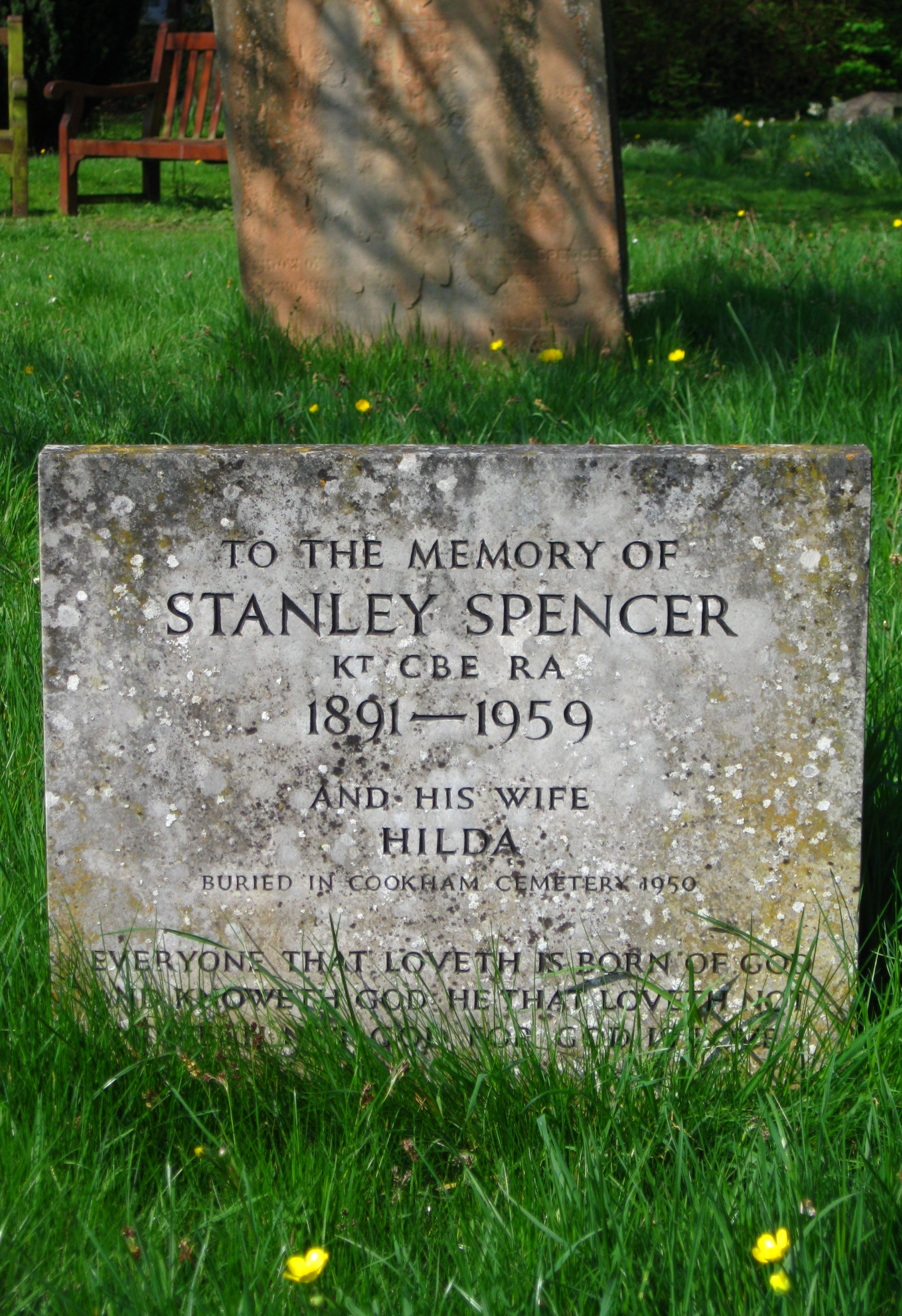
قبر ستانلي سپنسر.

السير ستانلي سپنسر (بالإنجليزية: Stanley Spencer)‏ Sir Stanley Spencer (1891 - 1959 م) هو رسام إنكليزي.
استوحى موضوعات لوحاته من العقيدة المسيحية، في المقام الأول. من آشهر آثاره: «الانبعاث» Resurrection (1928 - 1929 م).

## روابط خارجية
- ستانلي سبنسر على موقع الموسوعة البريطانية (الإنجليزية)
- ستانلي سبنسر على موقع ديسكوغز (الإنجليزية)